# Турман, Кит
Кит Турман младший (англ. Keith Thurman jr; род. 23 ноября 1988, в Клируотер, Флорида, США) — американский боксёр-профессионал, выступающий в полусредней весовой категории. «Самый перспективный боксёр» года по версии журнала «Ринг» (2012). Чемпион мира по версии WBA (2015—2016), WBC (2017—2018), WBA Super (2017—2019).

## Биография
Кит Турман мл. (Keith Thurman jr.) родился и вырос в Клируотер, штат Флорида. Отец Уита, Кит Турман старший, в школе и колледже занимался борьбой, позже увлекся карате и привёл сына в спорт. Ещё до того, как Кит мл. пошёл в школу, родители его разошлись. Тогда сын остался жить матерью. Когда Киту было 7 лет, он попал на показательное боксерское выступление, которое устраивал Бен Гетти. Турман младший был сильно впечатлен и когда вернулся домой уговорил свою мать записать его в зал. С тех пор бокс стал главной частью его жизни, а Гетти его тренером.

## Любительская карьера
Первое своё выступление в любителях Турман провел в 9 лет.
Это было в Уошула (штат Флорида), вес был 70-75 фунтов" — говорит Турман, "Помню тот звук гонга… Я побежал через весь ринг к сопернику и стал выбрасывать множество безумных ударов. Парень был испуган и не пытался отвечать, тогда поединок был остановлен.
В 2003 году выиграл первый бой с Деметриусу Андраде.
- На любительском ринге имеет 101 победу.
- Серебряный призёр квалификационного турнира на отбор Олимпийских игр 2008 года. (проиграл решением Деметриусу Андраде).
- 2006 выиграл на атлетическом национальном чемпионате.
- Выиграл 6 национальных чемпионатов.

## Профессиональная карьера
На профессиональном ринге Турман дебютировал в ноябре 2007 года во первой средней весовой категории. В августе 2008 года в седьмом поединке на профессиональном ринге нокаутировал в первом раунде непобеждённого проспекта, американца Омара Белла (6-0).
В апреле 2009 года встретился с мексиканцем Франсиско Гарсией. В результате случайного столкновения головами в первом раунде поединок завершился и был признан несостоявшимся.
В 2010 году Кит нокаутировал чемпиона Северной Америки и США Фавио Медина. В 2012 году нокаутировал бывшего чемпиона США Орландо Лора и непобеждённого проспекта Брэндона Хоскинса.

#### Бой с Карлосом Кинтаной
24 ноября 2012 года Кит Турман нокаутировал в четвёртом раунде бывшего чемпиона мира Карлоса Кинтара.

#### Претендентский бой с Яном Завеком
В следующем бою победил по очкам ещё одного бывшего чемпиона мира Яна Завека и выиграл интерконтинентальный титул чемпиона мира по версии WBO, завоевал статус обязательного претендента на титул чемпиона мира по версии WBO.

#### Бой с Диего Габриэлем Чавесом
27 июля 2013 года Кит Турман нокаутировал непобеждённого аргентинца Диего Габриэля Чавеса и стал новым временным чемпионом мира по версии WBA в полусреднем весе.

#### Бой с Хесусом Сото Карассом
В конце 2013 года Турман защитил титул нокаутом в бою с мексиканцем Хесусом Сото Карассом.

#### Бой с Хулио Диасом
26 апреля 2014 года Кит Турман досрочно победил бывшего чемпиона мира мексиканца Хулио Диаса.

#### Бой с Леонардом Бунду
В декабре 2014 года победил по очкам возрастного небитого ветерана, итальянца Леонарда Бунду (31-0-2).

#### Бой с Робертом Герреро
7 марта 2015 встретился с Робертом Герреро. Турман имел преимущество по ходу всего боя. Герреро выбрасывал мало ударов. Бой активизировался после девятого раунда, в котором Турману удалось отправить своего соперника на настил. Тем не менее, Турман все равно смотрелся увереннее. Счет судейских записок: 120—107, 118—108, 118—109.

#### Бой с Луисом Коллацо
11 июля 2015 года встретился с Луисом Коллацо.Фаворит Кит, ставки на победу в поединке расценивались букмекерами в очень большой пропорции от 40 до 50 к 1. Однако схватка выдалась для Турмана отнюдь не беспроблемной. Начиная с первого раунда чемпион вёл поединок аккуратно, нанося точные удары и стараясь не входить в обоюдные размены. Поначалу Коллацо вытягивал Турмана на себя, чего предпочитающий действовать в контратакующем ключе Кит не очень любит. Однако пластичному Луису иногда удавалось прорываться на опасную для его соперника дистанцию. Проблемой для Турмана было и то, что его ударной мощи не хватало для того, чтобы остановить атакующий запал соперника. В концовке пятого раунда Коллацо улучил момент и нанёс образцовый левый апперкот по печени. К чести Турмана, он устоял на ногах, хотя оказался явно потрясён и вынужден был убегать от преследования почуявшего кровь оппонента до самого гонга на перерыв. В шестом и седьмом отрезках боя ветеран продолжал идти вперёд, но Турман стал действовать ещё осторожнее и осмотрительнее. Он активно передвигался, не давая втянуть себя в ближний бой, а также не забывая наносить чёткие и точные удары навстречу с дальней дистанции. У Коллацо стало сильно кровоточить рассечение у глаза. И перед восьмым раундам Луис сообщил своим секундантам, что не может продолжать бой, поскольку ничего не видит одним глазом. В результате рефери остановил бой и присудил Турману победу техническим нокаутом.

#### Бой с Шоном Портером
25 июня 2016 встретился с Шоном Портером. Поединок выдался очень напряженным и зрелищным. Оба боксера старались ни в чем не уступать друг другу, Турман был точнее с дистанции, а Портер заметно лучше действовал вблизи. Каждый из боксеров имел свои удачные моменты и по итогам 12 раундов все трое судей отдали победу Турману со счётом: 115—113.

#### Объединительный бой с Дэнни Гарсией
4 марта 2017 года состоялся объединительный бой с Дэнни Гарсией в котором раздельным решением судей (счёт: 116—112, 113—115, 115—113) победил Кит Турман и завоевал титулы чемпиона мира по версиям WBA Super и WBC в полусреднем весе (до 66,7 кг).
В апреле 2018 года Кит Турман добровольно отказался от пояса WBC в полусреднем весе — так как череда травм не позволила боксёру выйти в ринг больше года (с марта 2017 года) и он не смог вовремя провести защиту данного пояса. Но он по-прежнему остаётся «суперчемпионом» по версии WBA и сохраняет за собой незамедлительное право оспорить титул WBC.

#### Бой с Пакьяо
20 июля 2019 года в Лас-Вегасе (США) вышел на ринг против легендарного 40-летнего Мэнни Пакьяо (61-7-2). Бой выдался зрелищным, и уже в конце 1-го раунда Кит оказался в нокдауне, хоть и не был потрясен. Начиная с 6-го раунда Кит взял бой под свой контроль и довольно успешно провёл 2-ю половину встречи. После 12 раундов боя судьи отдали филиппинцу победу раздельным решением судей: 115-112 - дважды Пакьяо и 113-114 в пользу Турмана.  

#### Бой с Марио Барриос
6 февраля 2022 года в Лас-Вегасе (США) вышел против экс-чемпиона Марио Барриоса который в прошлом бою. С первого раунда он был значительно точнее оппонента, был быстрее и владел инициативой. Несколько раз за бой он сильно потрясал Барриоса, но добить не получалось. В 9-м Турман разбил лицо оппоненту и посёк. В самой концовке Марио активизировался, пошел ва-банк, но ничего не добился. Судьи насчитали разгромную победу Турмана: 119-110 дважды и 117-111.

#### Бой с Тимом Цзю
30 марта 2025 в Лас-Вегасе (штат Невада, США) должен был провести с чемпионом WBO в 1-м среднем весе Тимом Цзю. Поединок должен был стать хедлайнером первой платной трансляции PBC в рамках новой сделки с Amazon Prime Video. Поединок был отменен ввиду травмы Турмана

#### Бой с Броком Джарвисом
12 марта 2025 года в Сиднее (Австралия) встретился в лимите первого среднего веса (до 69,9 кг) с австралийцем Броком Джарвисом (22-1, 20 КО). В пером раунде отсутствовавший три года Турман выглядел чуть зажатым, возможно сказывается трехлетний простой. Первый раунд можно вполне отдать середняку Джарвису. Во втором Турман смог раскрыться и действовать более легко, были удачные моменты и по ударам в голову он опережает оппонента. В 3-м раунде турман потряс Джарвиса, потом залетела мощная двойка и окончательно австралийца добил тяжелый удар левый снизу. Рефери отсчитал и Джарвис смог встать. Турман добил его мощным левым боковым.Победитель этого боя будет главным претендентом на бой с Тимом Цзю.

## Таблица боёв
В таблице перечислены результаты всех поединков боксёров.
В каждой строке указан результат поединка. Дополнительно номер поединка обозначен цветом, который обозначает итог поединка. Расшифровка обозначений и цветов представлена в нижеследующей таблице.
| Пример | Расшифровка                     |
| ------ | ------------------------------- |
|        | Победа                          |
|        | Ничья                           |
|        | Поражение                       |
|        | Планируемый поединок            |
|        | Поединок признан несостоявшимся |
| КО     | Нокаут                          |
| ТКО    | Технический нокаут              |
| PTS    | Решение судей (по очкам)        |
| UD     | Единогласное решение судей      |
| MD     | Решение большинства судей       |
| SD     | Раздельное решение судей        |
| RTD    | Отказ от продолжения боя        |
| DQ     | Дисквалификация                 |
| NC     | Поединок признан несостоявшимся |

| Результат | Соперник                | Показатели соперника | Тип | Раунд, Время  | Дата             | Место боя                        | Комментарии |
| --------- | ----------------------- | -------------------- | --- | ------------- | ---------------- | -------------------------------- | --- |
| 30-1, 1NC | Марио Барриос           | 26-1                 | UD  | 12            | 5 февраля 2022   | Лас-Вегас, США                   | |
| 29-1, 1NC | Мэнни Пакьяо            | 61-7-2               | SD  | 12            | 20 июля 2019     | Нью-Йорк, США                    | Утратил титул чемпиона мира по версии WBA Super в полусреднем весе (2-я защита Турмана).                                                                   |
| 29-0, 1NC | Хосесито Лопес          | 36-7                 | MD  | 12            | 26 января 2019   | Нью-Йорк, США                    | Защитил титул чемпиона мира по версии WBA Super в полусреднем весе (1-я защита Турмана).                                                                   |
| 28-0, 1NC | Дэнни Гарсия            | 33-0                 | SD  | 12            | 4 марта 2017     | Нью-Йорк, США                    | Объединительный бой за титулы чемпиона мира по версиям WBA Super и WBC.                                                                                    |
| 27-0, 1NC | Шон Портер              | 26-1-1               | UD  | 12            | 25 июня 2016     | Бруклин, Нью-Йорк, США           | Защитил титул чемпиона мира по версии WBA в полусреднем весе (3-я защита Турмана).                                                                         |
| 26-0, 1NC | Луис Коллацо            | 36-6                 | RTD | 7 (12)        | 11 июля 2015     | USF Sundome, Тампа, Флорида, США | Защитил титул чемпиона мира по версии WBA в полусреднем весе (2-я защита Турмана).                                                                         |
| 25-0, 1NC | Роберт Герреро          | 32-2-1               | UD  | 12            | 7 марта 2015     | Лас-Вегас, США                   | Защитил титул чемпиона мира по версии WBA в полусреднем весе. Герреро в нокдауне в 9 раунде.                                                               |
| 24-0, 1NC | Леонард Бунду           | 31-0-2               | UD  | 12            | 13 декабря 2014  | Лас-Вегас, США                   | Защитил титул временного чемпиона по версии WBA в полусреднем весе.                                                                                        |
| 23-0, 1NC | Хулио Диас              | 40-9-1               | RTD | 3 (12)        | 26 апреля 2014   | Карсон, США                      | Защитил титул временного чемпиона по версии WBA в полусреднем весе. Диас в нокдауне во 2 раунде. Отказался от продолжения боя после 3 раунда из-за травмы. |
| 22-0, 1NC | Хесус Сото Карасс       | 28-8-3               | TKO | 9 (12), 2:21  | 14 декабря 2013  | Лас-Вегас, США                   | Защитил титул временного чемпиона по версии WBA в полусреднем весе. Сото Карасс в нокдауне в 5 раунде.                                                     |
| 21-0, 1NC | Диего Габриэль Чавес    | 22-0                 | KO  | 10 (12), 0:28 | 27 июля 2013     | Сан-Антонио, США                 | Выиграл титул временного чемпиона по версии WBA в полусреднем весе. Чавес в нокдаунах в 9 и 10 раундах.                                                    |
| 20-0, 1NC | Ян Завек                | 32-2                 | UD  | 12            | 9 марта 2013     | Нью-Йорк, США                    | 120-108, 120-108, 120-108. Выиграл титул WBO Inter-Continental в полусреднем весе. Претендентский бой WBO.                                                 |
| 19-0, 1NC | Карлос Кинтана          | 29-3                 | TKO | 4 (10), 2:19  | 24 ноября 2012   | Онтарио (Калифорния), США        | Выиграл титул WBO NABO в первом среднем весе. Кинтана в нокдауне в 1 раунде. После боя Кинтана объявил об окончании карьеры.                               |
| 18-0, 1NC | Орландо Лора            | 29-2-2               | TKO | 6 (10), 1:37  | 21 июля 2012     | Цинциннати, США                  | |
| 17-0, 1NC | Брэндон Хоскинс         | 16-0-1               | TKO | 3 (8), 0:25   | 5 мая 2012       | Лас-Вегас, США                   | |
| 16-0, 1NC | Кристофер Фернандес     | 19-14-1              | TKO | 1 (8), 2:50   | 25 февраля 2012  | Сент-Луис, США                   | |
| 15-0, 1NC | Фавио Медина            | 23-2-3               | TKO | 4 (8), 2:34   | 27 ноября 2010   | Лас-Вегас, США                   | |
| 14-0, 1NC | Куондрей Робертсон      | 15-9                 | TKO | 3 (6), 2:40   | 18 сентября 2010 | Лос-Анджелес, США                | Турман в нокдауне в 1 раунде, Робертсон в нокдаунах в 1, 2, 3 раундах.                                                                                     |
| 13-0, 1NC | Сталинн Лопес           | 7-0                  | KO  | 2 (6), 1:16   | 23 июля 2010     | Темекьюла, США                   | |
| 12-0, 1NC | Леонардо Рохас          | 8-9-3                | KO  | 2 (8), 2:07   | 28 ноября 2009   | Квебек-Сити, Канада              | |
| 11-0, 1NC | Эдван Душ Сантуш Барруш | 10-7-1               | UD  | 8             | 6 ноября 2009    | Тампа, США                       | 80-71, 79-72, 79-72. |
| 10-0, 1NC | Трэвис Хартман          | 10-13-1              | TKO | 2 (6), 1:00   | 14 августа 2009  | Тусон, США                       | |
| 9-0, 1NC  | Мартиз Логан            | 26-36-2              | TKO | 3 (6), 0:46   | 14 августа 2009  | Тусон, США                       | |
| 8-0, 1NC  | Франсиско Гарсия        | 5-2                  | ND  | 1 (6), 2:15   | 4 апреля 2009    | Остин (Техас), США               | Непреднамеренное столкновение головами. |
| 8-0       | Маркус Лакк             | 9-15-1               | TKO | 1 (6), 0:46   | 7 ноября 2008    | Тампа, США                       | |
| 7-0       | Омар Белл               | 6-0                  | KO  | 1 (6), 2:01   | 15 августа 2008  | Тампа, США                       | |
| 6-0       | Джейсон Джордан         | 6-22-3               | KO  | 1 (6), 2:34   | 27 июня 2008     | Тампа, США                       | |
| 5-0       | Джесси Дэвис            | 9-9                  | KO  | 1 (4), 2:49   | 9 мая 2008       | Тампа, США                       | |
| 4-0       | Карлос Пенья            | 5-13-1               | TKO | 1 (4), 1:31   | 5 апреля 2008    | Сент-Питерсберг (Флорида), США   | |
| 3-0       | Брэндон Бьюкенон        | 5-6-1                | KO  | 1 (4), 1:08   | 14 марта 2008    | Тампа, США                       | |
| 2-0       | Треймиан Бун            | 0-0-1                | KO  | 1 (4), 0:22   | 18 января 2008   | Тампа, США                       | |
| 1-0       | Кенски Родни            | 0-2                  | TKO | 1 (4), 2:03   | 9 ноября 2007    | Тампа, США                       | |